# Клондайк (река)
Кло́нда́йк (англ. Klondike River) — река на северо-западе Канады, правый приток реки Юкон. Берёт начало в горах Огилви и впадает в Юкон близ города Доусон. Длина реки 160 км.

## Гидроним
Название реки произошло из языка индейцев хан, которые называли реку Tron-duck (-duick) или Tron-Deg, что означает «Вбитая вода» (англ. Hammer Water), подразумевая столбы, которые индейцы вбивали в реку для установки ловушек на лосося. Также перевод может связываться со способом оглушения пойманной рыбы камнем.
Уильям Огилви приводит две трактовки перевода индейского гидронима: 1) «много рыбы»; 2) «вбивать в воду» (имеются в виду рыболовные запоры в устье Клондайка).
В период золотой лихорадки золотодобытчики давали местам свои названия, которые связывались с добычей золота и охотой: Эльдорадо, Бонанза, Оленья река.

## История
С открытия месторождений золота на ручье Бонанза-Крик в районе реки Клондайк в середине августа 1896 года началась Клондайкская золотая лихорадка. С тех пор слово «клондайк» является синонимом «невообразимо богатого месторождения, источника огромных благ».